# Tersamer
Tersamer är en benämning som historiskt har använts om samerna på Kolahalvön och möjligen även östra delen av nuvarande Finnmark fylke. I äldre litteratur kallas de ofta för terfinnar eller terlappar. Exakt vad som menas med benämningen har varierat. I inskränkt bemärkelse kan benämningen användas om samer som talar tersamiska. 

## "Ter" som geografiskt begrepp
Ter elle Tre var en av Republiken Novgorods skatteområden eller voloster. Terkusten var kusten mellan floden Varzuga på Kolahalvöns sydkust och näset Svjatoj Nos på nordkusten. I 1500-talsdokument kallas dock hela östra delen av Kolahalvön för Terskaja zemlja, Terskaja storona och Terskij navolok. Uttrycket Terskij bereg (Terkusten) fanns kvar åtminstone på 1930-talet och avsåg då samma område som 1500-talets Terskaja zemlja.

## Ottars berättelse
Ottar från Hålogaland nämner terfinnar i sin berättelse om hur han någon gång mellan 870 och 890 seglade österut längs Norra Ishavets kust. Ottar bodde själv längst norrut av alla norrmän, troligen i Troms fylke, och han färdades således längs en kust där det inte fanns några norska bosättningar. Han berättade att alla som bodde längs kusten var finnar, det vill säga samer, tills han kom till bjarmernas och terfinnarnas land. Enligt Ottar var terfinnarnas land helt öde (utan fast bosättning), förutom där jägare, fiskare eller fågelfängare hade slagit sig ned. Av beskrivningen att döma bodde terfinnarna öster om samerna.

## Tolkningar av tersamernas identitet
Den ryske forskaren Čarnoluskij menade att tersamerna var de samer som bodde på östra Kolahalvön (från Kamenskij pogost och österut). De skilde sig både språkligt och i andra avseenden från andra samer i Ryssland och kallades för tarrija av andra samer på Kolahalvön.
Den norske arkeologen och socialantropologen Knut Odner, som studerat Ottars berättelse, menade att terfinnarna var samer som bodde i östra delen av nuvarande Finnmark fylke och som utgjorde en egen etnisk grupp i tidig historisk tid.